# ヤーコプ・ヴァッサーマン

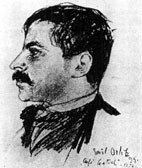
ヤーコプ・ヴァッサーマン

ヤーコプ・ヴァッサーマン（Jakob Wassermann、1873年3月10日 - 1934年1月1日）は、ドイツのユダヤ系作家。
小売店主の息子としてフュルトに生まれ、早くに母を亡くす。少年時代から文学に関心を持ち、新聞に作品を発表。しかし文学への道を父に歓迎されなかったため、学校を出てからウィーンで丁稚奉公をしたが、永続きしなかった。
ニュルンベルクで兵役を終えた後、ドイツ南部とスイスに滞在。さらにミュンヘンに行き、秘書として働いた後、『ジンプリツィシムス』紙のコピーライターとなった。このころ小説『メズルジーネ』を上梓。ライナー・マリア・リルケ、フーゴ・フォン・ホーフマンスタール、トーマス・マンの知遇を得る。
1898年からウィーンで演劇批評家となり、1901年にユーリエ・シュパイアーと結婚、1915年に離婚。3年後にマルタ・カールヴァイスと再婚。
1906年からウィーンの他にアルタウスゼー・イン・デア・シュタイアーマルクにも住み、1934年、重病の末にこの地で逝去。
1926年、プロイセン芸術院の会員に選ばれたが、1933年、ナチの勃興を避けて会員を辞した。同年から、彼の著書はドイツ全土で禁書となった。
詩やエッセイや長篇小説や短篇小説に筆を振るったが、代表作は1928年のDer Fall Mauriziusと1921年の自伝『ユダヤ人としての、ドイツ人としての我が人生』である。この自伝の中で、彼はドイツ人としてのアイデンティティとユダヤ人としてのアイデンティティのせめぎ合いについて論じている。